# Marlies Wagner
Marlies Wagner (* 25. Mai 1983 in Neunkirchen) ist eine österreichische Naturbahnrodlerin. Die Sportwissenschaftlerin gewann bisher bei Welt- und Europameisterschaften eine Silber- und zwei Bronzemedaillen im Mannschaftswettbewerb, im Einsitzer ist ein vierter Platz ihr bislang bestes Ergebnis. Im Weltcup erreichte sie bisher vier Podestplätze und seit der Saison 2000/2001 konnte sie sich viermal unter den besten fünf im Einsitzer-Gesamtweltcup klassieren.

## Karriere
Wagner nahm von 1998 bis 2003 an Juniorenwelt- und Europameisterschaften teil und verfehlte dabei zweimal als Vierte bei der Juniorenweltmeisterschaft 1999 in Hüttau und bei der Junioreneuropameisterschaft 2003 in Kreuth nur knapp die Medaillenränge. In der Saison 1999/2000 bestritt sie ihre ersten drei Weltcuprennen, erreichte als bestes Resultat einen achten Platz in Stein an der Enns und wurde Zwölfte in der Gesamtwertung. Im selben Winter nahm sie in Olang auch erstmals an einer Weltmeisterschaft in der Allgemeinen Klasse teil und belegte dabei den siebenten Platz im Einsitzer.
Zu Beginn der Weltcupsaison 2000/2001 erreichte die damals 17-Jährige in Umhausen den zweiten Rang, somit ihre erste Podestplatzierung und gleichzeitig ihr bis heute bestes Ergebnis in einem Weltcuprennen. Im Gesamtweltcup erreichte sie mit weiteren drei Top-5-Ergebnissen den fünften Platz. Bei der Weltmeisterschaft 2001 in Stein an der Enns gewann sie im Team Österreich II gemeinsam mit Gerhard Pilz, Peter Lechner und Peter Braunegger die Silbermedaille im erstmals ausgetragenen Mannschaftswettbewerb.
In der Saison 2001/2002 konnte sie im Weltcup nicht ganz an die Vorjahresergebnisse anschließen und fiel, punktegleich mit der Russin Julija Wetlowa, auf Platz acht im Gesamtklassement zurück. Der größte Erfolg dieses Winters gelang ihr bei den Österreichischen Meisterschaften 2002, als sie zum ersten Mal Österreichische Staatsmeisterin im Einsitzer wurde. In der Saison 2002/2003 gelang ihr im fünften Weltcuprennen in Kindberg mit Platz drei ihr zweiter Podestplatz und sie erreichte punktegleich mit der Italienerin Renate Gietl den sechsten Platz im Einsitzer-Gesamtweltcup. Bei der Weltmeisterschaft 2003 in Železniki wurde sie Neunte.
In den Saisonen 2003/2004 und 2004/2005 erzielte Wagner in fast jedem Rennen ein Top-10-Ergebnis, wobei ihr bestes Resultat jeweils ein fünfter Platz im letzten Saisonrennen war. In beiden Jahren wurde sie Siebente im Gesamtweltcup. Bei der Europameisterschaft 2004 in Hüttau verfehlte sie als Vierte nur knapp eine Medaille im Einsitzer, bei der Weltmeisterschaft 2005 in Latsch wurde sie aber nur Zehnte. In der Weltcupsaison 2005/2006 fuhr Wagner als Dritte in Grande Prairie wieder auf das Podest und erreichte mit weiteren drei fünften Plätzen auch im Gesamtweltcup den fünften Rang, zum zweiten Mal nach der Saison 2000/2001. Zudem wurde sie zum zweiten Mal Österreichische Staatsmeisterin im Einsitzer. Bei der Europameisterschaft 2006 in Umhausen belegte sie Platz acht.
Während Wagner in der Weltcupsaison 2006/2007 ohne Podestplatz blieb, als bestes Resultat einen fünften Platz im Jänner in Umhausen erzielte und damit auf Platz acht in der Gesamtwertung zurückfiel, erzielte sie in der Saison 2007/2008 mit dem dritten Rang in Umhausen wieder einen Podestplatz, womit sie den sechsten Gesamtrang erreichte. Im Februar 2007 gewann Wagner bei der Weltmeisterschaft in Grande Prairie im Team Österreich II gemeinsam mit Gerald Kammerlander, Reinhard Beer und Herbert Kögl die Bronzemedaille im Mannschaftswettbewerb, zudem erreichte sie den fünften Platz im Einsitzer. Bei der Europameisterschaft 2008 wurde sie Siebente.
In der Weltcupsaison 2008/2009 blieb der vierte Platz beim Saisonauftakt in St. Sebastian ihr bestes Ergebnis und sie belegte Rang sieben in der Gesamtwertung. Auch in der Saison 2009/2010 waren zwei vierte Plätze in Nowouralsk und Umhausen ihre besten Resultate. In der Gesamtwertung konnte sie sich um zwei Plätze auf Rang fünf verbessern. Bei der Weltmeisterschaft 2009 in Moos in Passeier wurde Wagner Achte und bei der Europameisterschaft 2010 Siebente im Einsitzer. In dem 2010 erstmals bei einer Europameisterschaft ausgetragenen Mannschaftswettbewerb gewann sie im Team Österreich II zusammen mit Gerald Kammerlander, Christian Schatz und Gerhard Mühlbacher die Bronzemedaille. Zu Beginn der Saison 2010/2011 erzielte Wagner in Nowouralsk zwei fünfte Plätze, die auch ihre besten Weltcupergebnisse in diesem Winter blieben. Im Gesamtweltcup kam sie zum bereits vierten Mal auf den fünften Platz. Bei der Weltmeisterschaft 2011 in Umhausen wurde sie Neunte im Einsitzer und gemeinsam mit Thomas Kammerlander, Christian Schopf und Andreas Schopf im Team Österreich II Vierte im Mannschaftswettbewerb.
Obgleich Wagner zu Beginn des Jahres 2012 zum dritten Mal Österreichische Staatsmeisterin im Einsitzer wurde, konnte sie international in der Saison 2011/2012 nicht an die Ergebnisse der Vorjahre anschließen. Ein siebter Platz im Auftaktrennen in Latzfons war ihr bestes Weltcupergebnis, weshalb sie im Gesamtweltcup auf den neunten Platz zurückfiel – ihr schlechtestes Gesamtergebnis seit ihrer ersten Weltcupsaison vor zwölf Jahren. Bei der Europameisterschaft 2012 in Nowouralsk kam sie mit dem elften Platz erstmals bei internationalen Titelkämpfen nicht in die Top 10.
Neben dem Naturbahnrodeln nimmt Wagner im Sommer auch an Wettbewerben im Rollenrodeln teil. Dabei gewann sie mehrmals die Österreichischen Meisterschaften und die Gesamtwertung des Austrian Rollenrodelcups.

## Erfolge

### Weltmeisterschaften
- Olang 2000: 7. Einsitzer
- Stein an der Enns 2001: 2. Mannschaft
- Železniki 2003: 9. Einsitzer
- Latsch 2005: 10. Einsitzer
- Grande Prairie 2007: 5. Einsitzer, 3. Mannschaft
- Moos in Passeier 2009: 8. Einsitzer
- Umhausen 2011: 9. Einsitzer, 4. Mannschaft

### Europameisterschaften
- Hüttau 2004: 4. Einsitzer
- Umhausen 2006: 8. Einsitzer
- Olang 2008: 7. Einsitzer
- St. Sebastian 2010: 7. Einsitzer, 3. Mannschaft
- Nowouralsk 2012: 11. Einsitzer

### Juniorenweltmeisterschaften
- Hüttau 1999: 4. Einsitzer
- Gsies 2002: 7. Einsitzer

### Junioreneuropameisterschaften
- Feld am See 1998: 8. Einsitzer
- Umhausen 2000: 5. Einsitzer
- Tiers 2001: 6. Einsitzer
- Kreuth 2003: 4. Einsitzer

### Weltcup
- 5. Gesamtrang im Einsitzer in den Saisonen 2000/2001, 2005/2006, 2009/2010 und 2010/2011
- 4 Podestplätze in Weltcuprennen

### Österreichische Meisterschaften
- Österreichische Staatsmeisterin im Einsitzer 2002, 2006 und 2012